# 문화로 (아산시)
문화로(Munhwa-ro)는 충청남도 아산시 모종동에서 충청남도 아산시 방축동을 잇는 도로이다.

## 노선 경로
| 이름             | 접속 노선                       | 소재지           | 소재지           | 비고             |
| 어의정로 와 직결 | 어의정로 와 직결                | 어의정로 와 직결 | 어의정로 와 직결 | 어의정로 와 직결 |
| ---------------- | ------------------------------- | ---------------- | ---------------- | ---------------- |
| 동신사거리       | 온천대로                        | 아산시           | 온양동           |                  |
| 터미널앞교차로   | 번영로 모종로                   | 아산시           | 온양동           |                  |
| 박물관사거리     | 충무로                          | 아산시           | 온양동           |                  |
| 시청사거리       | 시민로                          | 아산시           | 온양동           |                  |
| (교량 이름 미상) |                                 | 아산시           | 온양동           |                  |
| 실옥사거리       | 아산로                          | 아산시           | 온양동           |                  |
| 방축동사거리     | 국도 제21호선 (온천대로) 신정로 | 아산시           | 온양동           |                  |
| 신정로와 직결    |                                 |                  |                  |                  |

## 주요건물및 시설
- 농협 아산축산농협 모종지점 (문화로 285/모종동 363-9)
- 현대오일뱅크 HD현대오일뱅크직영 동부주유소 (문화로 317/모종동 345-3)
- SK텔레콤 Tworld 엠에스커넥트 아산직영점 (문화로 329/모종동 424-3)
- 신협 아산신협 모종지점 (문화로 339/모종동 425-4)
- 현대오일뱅크 대광주유소 (문화로 363/모종동 427-4)
- 아산충무병원 (문화로 381/모종동 432-2)
- 충무병원신관 (문화로 387/모종동 659)
- 하나은행 아산충무병원 지점 (문화로 387/모종동 659)